# Fortitudo Pallacanestro Bologna 2001-2002
Questa voce raccoglie le informazioni riguardanti la Fortitudo Pallacanestro Bologna nelle competizioni ufficiali della stagione 2001-2002.

## Stagione
La stagione 2001-2002 della Fortitudo Pallacanestro Bologna sponsorizzata Skipper, è la 28ª nel massimo campionato italiano di pallacanestro, la Serie A.
All'inizio della nuova stagione la Lega Basket decise che le società italiane potevano tesserare fino a sette giocatori stranieri, con anche la caduta della distinzione tra giocatori comunitari ed extracomunitari.

## Roster
Aggiornato al 15 dicembre 2021.
| Fortitudo Skipper Bologna 2001-02 | Fortitudo Skipper Bologna 2001-02 |
| Giocatori                         | Staff tecnico                     |
| --------------------------------- | --------------------------------- |

| N. | Naz.                                         | Ruolo | Nome                       | Anno | Alt.   | Peso   |  |
| -- | -------------------------------------------- | ----- | -------------------------- | ---- | ------ | ------ |  |
| 4  | Stati Uniti (bandiera)                       | PG    | John Celestand             | 1977 | 193 cm | 81 kg  |  |
| 4  | Stati Uniti (bandiera)                       | P     | Anthony Goldwire           | 1971 | 186 cm | 83 kg  |  |
| 5  | Italia (bandiera)                            | G     | Gianluca Basile            | 1975 | 192 cm | 90 kg  |  |
| 7  | Slovenia (bandiera) · Italia (bandiera)      | AC    | Gregor Fučka               | 1971 | 215 cm | 98 kg  |  |
| 8  | Bulgaria (bandiera) · Francia (bandiera)     | C     | Vasil Evtimov              | 1977 | 207 cm | 115 kg |  |
| 9  | Jugoslavia (bandiera)                        | C     | Zoran Savić                | 1966 | 207 cm | 116 kg |  |
| 11 | Italia (bandiera)                            | GA    | Andrea Meneghin            | 1974 | 200 cm | 98 kg  |  |
| 12 | Slovenia (bandiera)                          | AP    | Marko Milič                | 1977 | 199 cm | 107 kg |  |
| 13 | Croazia (bandiera)                           | C     | Emilijo Kovačić            | 1968 | 208 cm | 112 kg |  |
| 14 | Italia (bandiera)                            | P     | Gennaro Sorrentino         | 1985 | 190 cm | 80 kg  |  |
| 15 | Italia (bandiera)                            | AG    | Giacomo Galanda            | 1975 | 210 cm | 110 kg |  |
| 16 | Italia (bandiera)                            | AP    | Claudio Pilutti (C)        | 1968 | 198 cm | 98 kg  |  |
| 17 | Italia (bandiera)                            | GA    | Matteo Pecchia             | 1983 | 195 cm |        |  |
| 17 | Italia (bandiera)                            | A     | Stefano Mancinelli         | 1983 | 203 cm | 95 kg  |  |
| 18 | Russia (bandiera)                            | G     | Aleksandr Miloserdov       | 1980 | 194 cm | 86 kg  |  |
| 19 | Croazia (bandiera)                           | AP    | Davor Marcelić             | 1969 | 201 cm | 98 kg  |  |
| 20 | Giamaica (bandiera) · Stati Uniti (bandiera) | P     | Rumeal Robinson            | 1966 | 188 cm | 88 kg  |  |
|    | Stati Uniti (bandiera)                       | C     | Dan McClintock             | 1977 | 213 cm | 122 kg |  |
| -  | Italia (bandiera)                            | C     | Fulvio Candido             | 1983 | 208 cm |        |  |
| -  | Italia (bandiera)                            | C     | Mattia Soloperto           | 1980 | 210 cm | 100 kg |  |
|    | Belgio (bandiera)                            | C     | Tomas Van Den Spiegel (IN) | 1978 | 214 cm | 118 kg |  |

| Allenatore                                                     |
| - Matteo Boniciolli                                            |
| Assistente/i                                                   |
| - Nessuno Legenda - (C) Capitano - (IN) Inattivo - Infortunato |

## Mercato

### Sessione estiva
| Acquisti | Acquisti              | Acquisti          | Acquisti      | Acquisti |
| R.       | Nome                  | da                | Modalità      |          |
| -------- | --------------------- | ----------------- | ------------- | -------- |
| C        | Vasil Evtimov         | Maroussi          | definitivo    |          |
| G        | Aleksandr Miloserdov  | Olympique Antibes | definitivo    |          |
| PG       | John Celestand        | Braunschweig      | definitivo    |          |
| AP       | Marko Milič           | Real Madrid       | definitivo    |          |
| C        | Dan McClintock        | Denver Nuggets    | definitivo    |          |
| C        | Tomas Van Den Spiegel | Ostenda           | definitivo    |          |
| C        | Mattia Soloperto      | Virtus Ragusa     | fine prestito |          |

| Cessioni | Cessioni            | Cessioni            | Cessioni       | Cessioni |
| R.       | Nome                | a                   | Modalità       |          |
| -------- | ------------------- | ------------------- | -------------- | -------- |
| GA       | Anthony Bowie       | Near East           | fine contratto |          |
| G        | Carlton Myers       | Viola R. Calabria   | fine contratto |          |
| A        | Alessandro De Pol   | Free agent          | fine contratto |          |
| C        | Eurelijus Žukauskas | Lokomotiv Kuban'    | fine contratto |          |
| PG       | Adrian Autry        | Fabriano Basket     | fine contratto |          |
| AG       | Massimo Ruggeri     | Crabs Rimini        | fine contratto |          |
| P        | Eddie Gill          | K.C. Knights        | fine contratto |          |
| P        | Robert Fultz        | Pr. Castel Maggiore | prestito       |          |

### Dopo l'inizio della stagione
| Acquisti | Acquisti         | Acquisti   | Acquisti      | Acquisti   |
| R.       | Nome             | da         | Data          | Modalità   |
| -------- | ---------------- | ---------- | ------------- | ---------- |
| C        | Zoran Savić      | Free agent | ottobre 2001  | definitivo |
| P        | Anthony Goldwire | Free agent | dicembre 2001 | definitivo |
| C        | Emilijo Kovačić  | Free agent | dicembre 2001 | definitivo |
| P        | Rumeal Robinson  | Zara       | gennaio 2002  | definitivo |
| AP       | Davor Marcelić   | Włocławek  | febbraio 2002 | definitivo |

| Cessioni | Cessioni              | Cessioni           | Cessioni      | Cessioni       |
| R.       | Nome                  | a                  | Data          | Modalità       |
| -------- | --------------------- | ------------------ | ------------- | -------------- |
| C        | Dan McClintock        | Free agent         | ottobre 2001  | rescissione    |
| PG       | John Celestand        | ASVEL              | novembre 2001 | rescissione    |
| C        | Tomas Van Den Spiegel | Ostenda            | gennaio 2002  | rescissione    |
| G        | Aleksandr Miloserdov  | Śląsk Breslavia    | gennaio 2002  | rescissione    |
| C        | Vasil Evtimov         | Ural Great Perm'   | febbraio 2002 | rescissione    |
| P        | Rumeal Robinson       | Marinos de Oriente | febbraio 2002 | fine contratto |